# Adam Smith
Adam Smith, talvolta italianizzato in Adamo Smith (Kirkcaldy, 5 giugno 1723 – Edimburgo, 17 luglio 1790), è stato un filosofo ed economista scozzese.
Dopo aver studiato filosofia sociale e morale all'Università di Glasgow e al Balliol College di Oxford, gettò le basi dell'economia politica classica e viene pertanto considerato unanimemente il primo degli economisti classici, sebbene non sia facile individuare con precisione la fine del mercantilismo e l'inizio dell'economia politica classica, poiché per un certo periodo ci fu una sovrapposizione tra le due correnti di pensiero.
L'opera più importante di Smith è La ricchezza delle nazioni (1776); essa chiude il periodo dei mercantilisti e dei fisiocratici, da lui così polemicamente definiti. Il testo segnò la nascita dell'economia classica e influenzò autori come David Ricardo, Thomas Robert Malthus, Jean-Baptiste Say, John Stuart Mill, ma rappresenta anche un importante riferimento per la storia economica, in quanto descrive le trasformazioni dell'economia inglese del tempo.
Smith è in genere considerato il padre della scienza economica e del capitalismo. Seppure preceduto da diversi precursori dell'economia classica, solo Smith fu in grado di fornire un quadro generale delle forze che determinano la ricchezza delle nazioni, delle politiche economiche più appropriate per promuovere la crescita e lo sviluppo e del modo in cui migliaia di decisioni economiche prese autonomamente vengano effettivamente coordinate tramite il mercato.
La sua concezione a proposito dello scopo della scienza economica segue quella dei mercantilisti, tendente alla spiegazione della natura e delle cause della ricchezza delle nazioni, mentre in termini moderni si direbbe che fu un teorico della macroeconomia, interessato alle forze che determinano la crescita economica, anche se queste erano ben più ampie rispetto all'ambito della moderna economia. Il suo modello economico è ricco di considerazioni di tipo politico, sociologico e storico.

## Descrizione

### La divisione del lavoro

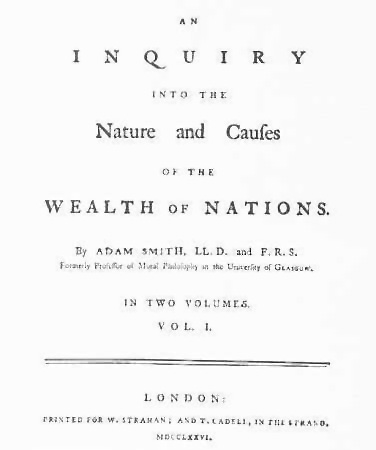
La prima edizione de La ricchezza delle nazioni, l'opera principale di Smith (1776)

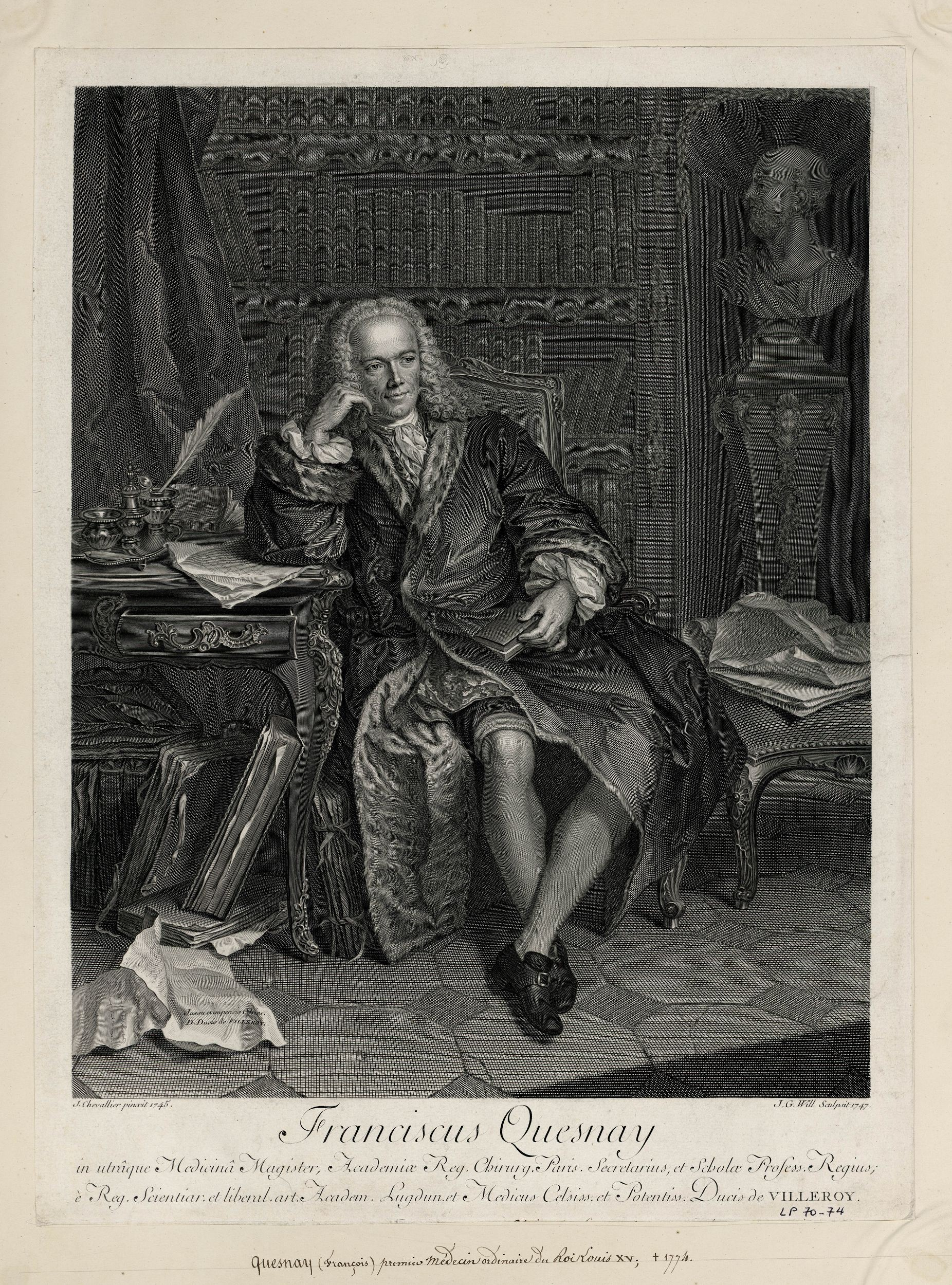
François Quesnay, principale esponente dei fisiocratici

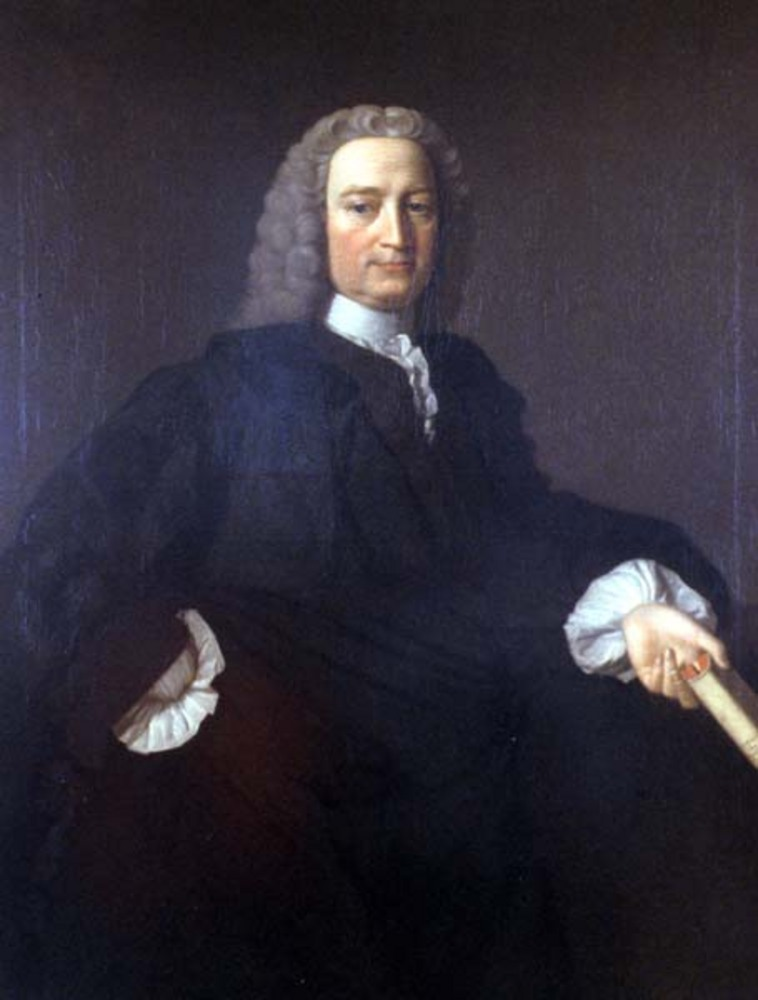
Francis Hutcheson, maestro di Smith

Nel libro primo de La ricchezza delle nazioni Adam Smith analizza le cause che migliorano il "potere produttivo del lavoro" e il modo con il quale la ricchezza prodotta si distribuisce naturalmente fra le classi sociali. La ricchezza di una nazione viene identificata nell'insieme dei beni prodotti suddivisi per l'intera popolazione, si può quindi parlare di reddito pro-capite. La ricchezza viene prodotta attraverso il lavoro e può essere incrementata aumentando la produttività del lavoro o il numero di lavoratori. Il lavoro permette inoltre di determinare il valore di scambio di un bene: Adam Smith sviluppa così una teoria del valore-lavoro, in contrapposizione all'idea di una ricchezza proveniente dalla natura sostenuta dai fisiocratici.
La divisione del lavoro permette l'incremento della produttività del lavoro, come illustrato dal celebre esempio della "manifattura di spilli": se un individuo deve, da solo, fabbricare spilli partendo dall'estrazione dal suolo della materia prima fino alla realizzazione di ogni singola fase artigianale, riuscirà difficilmente a produrre quantità elevate di spilli in poco tempo; se a questo stesso individuo viene fornito il filo metallico già pronto riuscirà ad aumentare la sua produzione; con la suddivisione delle varie fasi artigianali e l'assunzione di queste da parte di più artigiani specializzati in una singola fase, allora la produzione di spilli sarà nettamente superiore alla somma degli spilli che verrebbero prodotti, dallo stesso numero di individui, nelle modalità produttive precedenti.
Le ragioni dell'incremento produttivo indotto dalla divisione del lavoro sono tre: (a) aumento dell'abilità manuale di ogni lavoratore (specializzazione), (b) riduzione tempo perso per passare da un'azione o da un'attività all'altra, (c) diffusione, per il desiderio di ognuno di ridurre la propria pena lavorativa, ma anche per l'emergere di un'industria di costruttori di macchinari, dell'invenzione e dell'applicazione di macchine che facilitano e riducono il lavoro permettendo ad un solo lavoratore di realizzare l'attività di più persone. Questi vantaggi appaiono più facilmente nell'industria che nell'agricoltura e si applicano sia all'interno di un'attività (divisione tecnica) sia fra settori (divisione sociale).
La divisione del lavoro porta i suoi benefici in termini produttivi anche quando induce la differenziazione fra mestieri e professioni. Questo genera un'"interdipendenza sociale" e presuppone lo "scambio" e il "mercato", attraverso il quale un individuo cede beni da lui prodotti in sovrappiù rispetto ai propri bisogni per acquisire prodotti realizzati da altri e necessari per soddisfare gli altri bisogni.
Alla base della divisione del lavoro non vi è un atto razionale, ma una passione: la tendenza naturale a "trafficare".
La divisione del lavoro comporta però anche "conseguenze negative": la specializzazione verso un'unica attività e la realizzazione di operazioni semplici, ripetitive e meccaniche, non sviluppa l'immaginazione e riduce le capacità intellettuali dell'individuo. Per compensare questo effetto, Adam Smith sostiene lo sviluppo dell'istruzione finanziata dallo Stato.
La divisione del lavoro è incrementata e 'trainata' verso gradi applicativi via via più complessi, dall'evolvere della tecnica industriale che accompagna in relazione binaria e dipendente l'estensione del mercato, che può – non sempre – essere esteso attraverso sia lo sviluppo di mezzi e di infrastrutture di trasporto sia l'estensione del commercio estero. Ampliando il mercato, l'incremento della produzione che risulta da una maggiore divisione del lavoro può così trovare sbocchi commerciali.
Infine, la divisione del lavoro dipende dal "livello di risparmio": per incrementare la divisione del lavoro è necessario disporre di maggiore capitale fisso e circolante, entrambi finanziati con il risparmio realizzato nel periodo precedente. Il risparmio, essendo una condizione per la divisione del lavoro, è dunque un elemento determinante per lo sviluppo economico.
Senofonte e Diodoro Siculo come pure William Petty e Francis Hutcheson, suo maestro, hanno affrontato la divisione del lavoro prima di Adam Smith, il quale ne fa però un elemento centrale per comprendere le ragioni della ricchezza e del benessere di una nazione.

### Il valore di scambio e la ripartizione dei redditi

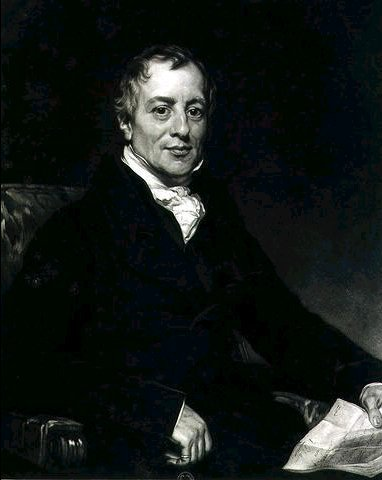
David Ricardo

Con il celebre esempio dell'acqua e del diamante, Adam Smith introduce la distinzione fra "valore d'uso" (utilità) e "valore di scambio" (facoltà che il possesso di un oggetto conferisce nell'acquisire altri beni). L'acqua, bene quanto mai necessario, ha un prezzo inferiore al diamante, il più superfluo fra tutti gli oggetti superflui. L'acqua ha un elevato valore d'uso, ma un basso valore di scambio mentre il diamante possiede uno scarso valore d'uso ma ha un elevato valore di scambio. Il valore d'uso, nel ventunesimo secolo considerato soggettivo, era considerato oggettivo da Adam Smith così come il valore di scambio lo è essendo quest'ultimo misurabile e risultante dallo scambio.
Il valore di scambio dipende dal "lavoro comandato", vale a dire quel lavoro che l'oggetto offerto nello scambio permette di acquisire e corrispondente al lavoro risparmiato necessario per produrre l'acquisto. Più elevato è il lavoro comandato di un oggetto, più elevato sarà il suo valore di scambio. Il valore di scambio non è basato né sul tempo del lavoro né sul lavoro incorporato come presso altri autori (ad esempio David Ricardo) ma risulta dallo scambio stesso: il valore viene determinato in una relazione, non è preesistente allo scambio. Il valore di scambio è un potere d'acquisto, non inteso come accumulazione di beni o in rapporto alla moneta, ma potere di un oggetto nell'acquisire un altro oggetto.
Ponendo lo scambio fra due beni X e Y, il cui costo di produzione in termini di lavoro è rispettivamente Lx e Ly, e ammettendo il loro valore di scambio Vx e Vy, si giunge all'equivalenza seguente: Vx = lavoro risparmiato al possessore di X = lavoro necessario alla produzione di Y = Ly. Analogamente, Vy = lavoro risparmiato al possessore di Y = lavoro necessario alla produzione di X = Lx. Ne risulta che Vx=Vy e Lx=Ly: l'"uguaglianza nello scambio" implica l'"uguaglianza del costo del lavoro" fra i due beni.
In una "società antica", precedente all'accumulazione del capitale e all'appropriazione della terra, il "prezzo reale (o prezzo naturale)" è composto e determinato dalla quantità necessaria di lavoro per acquisire il prodotto (ciò significa che l'intero prodotto appartiene al lavoratore); mentre in una "società avanzata", suddivisa fra lavoratori, imprenditori capitalisti e proprietari terrieri (suddivisione corrispondente alla nascente società capitalistica in sostituzione alla società feudale basata sulla triade nobiltà-clero-Terzo Stato), il prezzo reale si compone di salari, profitto e rendita fondiaria. Il prezzo reale è quindi determinato dal costo dei mezzi di produzione necessari a realizzare il prodotto.
Il "prezzo di mercato" di un prodotto dipende dal confronto fra la domanda e l'offerta dello stesso e tende a convergere verso il prezzo reale ("teoria della gravitazione o dell'oscillazione dei prezzi"). Di fatto, il prezzo di mercato gravita attorno al prezzo reale a seguito delle fluttuazioni della domanda e dell'offerta: il prezzo di mercato sarà superiore al prezzo reale se la domanda supera l'offerta, mentre sarà inferiore se l'offerta supera la domanda. Il prezzo di mercato non può distanziarsi durevolmente dal prezzo reale in quanto gli agenti, accorgendosi, aggiustano l'offerta allineandola alla domanda (meccanismo d'aggiustamento). Solo l'assenza di informazioni, l'esistenza di risorse rare e la presenza di monopoli legali permettono al prezzo di mercato di distanziarsi costantemente dal prezzo reale.
Le tre componenti del prezzo reale si determinano in modo distinto secondo un rispettivo saggio naturale, questo non implica però una teoria dell'addizione dei differenti componenti.
"Determinazione del salario" – Il tasso di salario dipende dal confronto fra l'offerta e la domanda di lavoro (dove gli imprenditori hanno però un'influenza maggiore rispetto ai lavoratori), ma anche da altri fattori come la piacevolezza o meno del tipo di lavoro, il costo della formazione associato al tipo d'impiego, la continuità nel tempo dell'occupazione (attività stagionale o annuale) e la fiducia o meno che una professione richiede. Il tasso di salario non può però essere costantemente inferiore al minimo di sussistenza, corrispondente al livello che permette di soddisfare i bisogni vitali del lavoratore e della sua famiglia. Adam Smith non condivide l'idea pessimista della "legge bronzea (o ferrea) dei salari" secondo la quale gli stipendi si mantengono costantemente al livello del minimo vitale.
"Teoria del profitto" – Per il finanziamento del profitto, Smith ha esitato fra due differenti idee: (a) il profitto si aggiunge ai salari per la determinazione del valore di scambio, (b) il profitto è complementare al salario all'interno di un valore di scambio dato. Secondo la teoria lavoro comandato, i lavoratori ricevono, nel salario, l'intero prodotto del loro lavoro. Di conseguenza, il profitto deve aggiungersi al salario nella determinazione del valore. Tuttavia, Smith sostiene che il profitto non è una remunerazione di un lavoro, per cui non può aggiungere altro valore ciò che porta all'idea di una complementarità con il salario all'interno di un valore dato, mettendo però in dubbio la teoria del lavoro comandato. Adam Smith cade in un dilemma senza soluzione. Per quanto riguarda il montante del profitto è chiaro che questo dipende dal valore del capitale impiegato ed è più o meno elevato in proporzione al volume del capitale. Il tasso medio di profitto, tasso unico per l'intero sistema economico, può inoltre essere stimato con il tasso d'interesse medio sulla moneta, mettendo così in relazione il capitale finanziario (il risparmio) e il capitale reale (i beni corrispondenti al risparmio).
"Teoria della rendita" – La rendita è un prezzo di monopolio grazie al quale i proprietari terrieri approfittano di una situazione nella quale l'offerta di terreni è limitata e costantemente inferiore alla domanda di terreni. La rendita è quindi prelevata sui profitti dell'agricoltore, lasciando a questo quel tanto sufficiente per pagare i salari e ammortizzare i capitali secondo i rispettivi tassi normali.
A complemento della ripartizione del reddito, occorre citare la distinzione di Adam Smith fra "lavoro produttivo" (fabbricazione di oggetti materiali che si possono vendere sui mercato o che dà origine ad un sovrappiù) e "lavoro non produttivo" (attività immateriali come i servizi). Fra i lavoratori non produttivi Adam Smith inserisce i domestici, i funzionari, le professioni liberali e gli artisti, in quanto vivono con il reddito altrui. Adam Smith, ingannandosi sulla non produttività di questi settori, elimina giustamente l'errore dei fisiocratici della sterilità dell'industria ed evidenzia la distinzione fra "reddito primario" e "reddito di trasferimento".

### La mano invisibile
La teoria di una regolazione spontanea dello scambio e delle attività produttive di Adam Smith è incentrata sulla nozione di mano invisibile secondo la quale il sistema economico non richiede interventi esterni per regolarsi, in particolare non necessita l'intervento di una volontà collettiva razionale. Il ruolo della mano invisibile è triplice.
"Processo con il quale si crea un ordine sociale" – Dati l'uguaglianza di fronte al diritto, il non intervento dello Stato e il principio di simpatia, la mano invisibile assicura il realizzarsi di un ordine sociale che soddisfa l'interesse generale (convergenza spontanea degli interessi personali verso l'interesse collettivo).
"Meccanismo che permette l'equilibrio dei mercati" – Domanda e offerta su differenti mercati tendono ad uguagliarsi: il libero funzionamento di un mercato concorrenziale, oltre a far convergere il prezzo di mercato al prezzo reale, tende a fare scomparire qualsiasi domanda o offerta eccedentaria.
"Fattore che favorisce la crescita e lo sviluppo economico" – La regolazione si applica alla popolazione attraverso il mercato del lavoro (in caso di popolazione eccessiva, il salario scende al di sotto del minimo di sussistenza conducendo ad una riduzione della popolazione e viceversa in caso di popolazione deficitaria); la regolazione si applica pure al risparmio, condizione necessaria per l'accumulazione del capitale e quindi della crescita economica attraverso una maggiore divisione del lavoro (gli individui tendono spontaneamente a risparmiare in quanto desiderosi di migliorare la propria condizione); infine la regolazione si applica anche alla locazione dei capitali (investimenti indirizzati spontaneamente verso le attività più redditizie).
La teoria della mano invisibile è il concetto a noi più noto di Adam Smith e, pure, quello più abusato. La mano invisibile è valida, come descritto sopra, date certe condizioni. Tuttavia, questa teoria non permette di spiegare il fenomeno della disoccupazione e di trattare adeguatamente le produzioni non-mercantili come pure ambiti particolari dove bisogni fondamentali devono essere soddisfatti (educazione obbligatoria, salute di base). Contestabile anche il ruolo nell'allocazione dei capitali, basti pensare ai molti esempi di risparmio privato gettato al vento. Infine, Adam Smith assimila -discutibilmente- l'ordine economico all'ordine morale, definendo la mano invisibile come conforme alla giustizia.

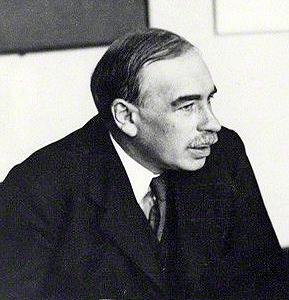
John Maynard Keynes, fautore dell'intervento pubblico in economia

La metafora della mano invisibile, cardine della dottrina liberista del laissez faire, compare nel secondo capitolo (Delle restrizioni all'importazione dai paesi stranieri di quelle merci che possono essere prodotte nel paese) del Libro quarto (Dei sistemi di economia politica) della Ricchezza delle nazioni.
Merita di essere segnalata l'interpretazione del concetto di mano invisibile data dal noto giurista italiano Guido Rossi (da un'intervista del 6 giugno 2008 a la Repubblica): "Uno dei suoi concetti più equivocati è quello della mano invisibile. Nella vulgata si è imposta l'idea che Adam Smith con la mano invisibile abbia inteso dire che il mercato deve essere lasciato a se stesso perché raggiunge automaticamente un equilibrio virtuoso. La mano invisibile è diventato l'argomento principe in favore di politiche di laissez-faire, fino ai neoliberisti. In realtà Adam Smith prende a prestito l'immagine della mano invisibile, con molta ironia, dal terzo atto del Macbeth di Shakespeare. Macbeth parla della notte e della sua mano sanguinolenta e invisibile che gli deve togliere il pallore del rimorso prima dell'assassinio. Smith ha preso in giro ferocemente quei capitalisti che credevano di avere il potere di governare i mercati. Tra l'altro Adam Smith capì allora che la Cina sarebbe tornata ad essere una grande potenza dell'economia mondiale, e auspicò una sorta di Commonwealth universale per governare il nuovo ordine internazionale".
Con l'opera di John Maynard Keynes, in particolare con la nozione di disoccupazione involontaria, si rimise in discussione la non necessità di un intervento pubblico nel sistema economico a garanzia di un giusto equilibrio.

### La moneta
La moneta, così come viene presentata nel capitolo IV del primo libro della Ricchezza delle nazioni, è essenzialmente un mezzo di scambio che facilita la convergenza degli interessi nello scambio di beni contro beni. La moneta s'inserisce, in modo temporaneo, nello scambio attraverso due operazioni distinte: bene contro moneta e moneta contro bene. La moneta sorge quindi dalle necessità dello scambio commerciale di prodotti preesistenti, non è quindi intrinseca al processo produttivo e alla remunerazione della produzione.
Fino alla metà degli anni settanta del XX secolo, l'apporto di Adam Smith alla teoria della moneta è stato considerato marginale, in quanto simile a suoi predecessori. Successive letture della sua opera portano ad una certa rivalutazione facendone uno dei primi sostenitori del Free Banking e di argomenti che saranno ripresi dalla Banking School, in contrapposizione quindi alla Currency School avviata da David Hume e rilanciata da David Ricardo.

### Il libero scambio e il ruolo dello Stato
Adam Smith critica e si distanzia dai mercantilisti e dalla loro politica sostanzialmente protezionista, contrapponendo la difesa del libero scambio.
Una prima giustificazione al libero scambio si deduce dall'effetto sulla produttività del lavoro di una maggiore estensione del mercato: la soppressione di freni al commercio interno ed esterno, come pure l'accesso a nuovi mercati attraverso lo sviluppo o il miglioramento della rete di trasporti, favorisce la divisione del lavoro aumentando di conseguenza la produzione economica e il benessere collettivo.
Una seconda giustificazione deriva dal ruolo equilibratore fra domanda e offerta esercitato dalla mano invisibile: nessun intervento esterno al mercato è necessario per raggiungere lo stato di equilibrio. Il mercato possiede forze di auto-regolazione.
Tuttavia, il libero scambio e il funzionamento dell'economia di mercato descritto da Adam Smith suppongono il principio di simpatia: ogni individuo conosce come nessun altro i propri interessi ma in questi interessi vi è il desiderio di essere apprezzato dagli altri, ciò rende il mercato non un campo di combattimento, ma un luogo di convergenza di differenti interessi personali.
(Adam Smith, Teoria dei sentimenti morali, 1759)
Infine, il libero-scambio non implica l'assenza assoluta dello Stato, piuttosto ne limita l'influenza. In un certo senso l'idea che ha Smith sull'influenza dello Stato è simile a quella moderna, riducendo l'intervento statale alla tutela della nazione (difesa), all'amministrazione della Giustizia affinché nessun individuo potesse ledere gli interessi di un altro individuo della nazione stessa e infine l'intervento per le opere pubbliche e le istituzioni pubbliche: le prime in modo da migliorare le condizioni per commercio (strade, ponti, canali ecc. ecc.) il secondo con particolare riferimento all'Istruzione.

## Scritti

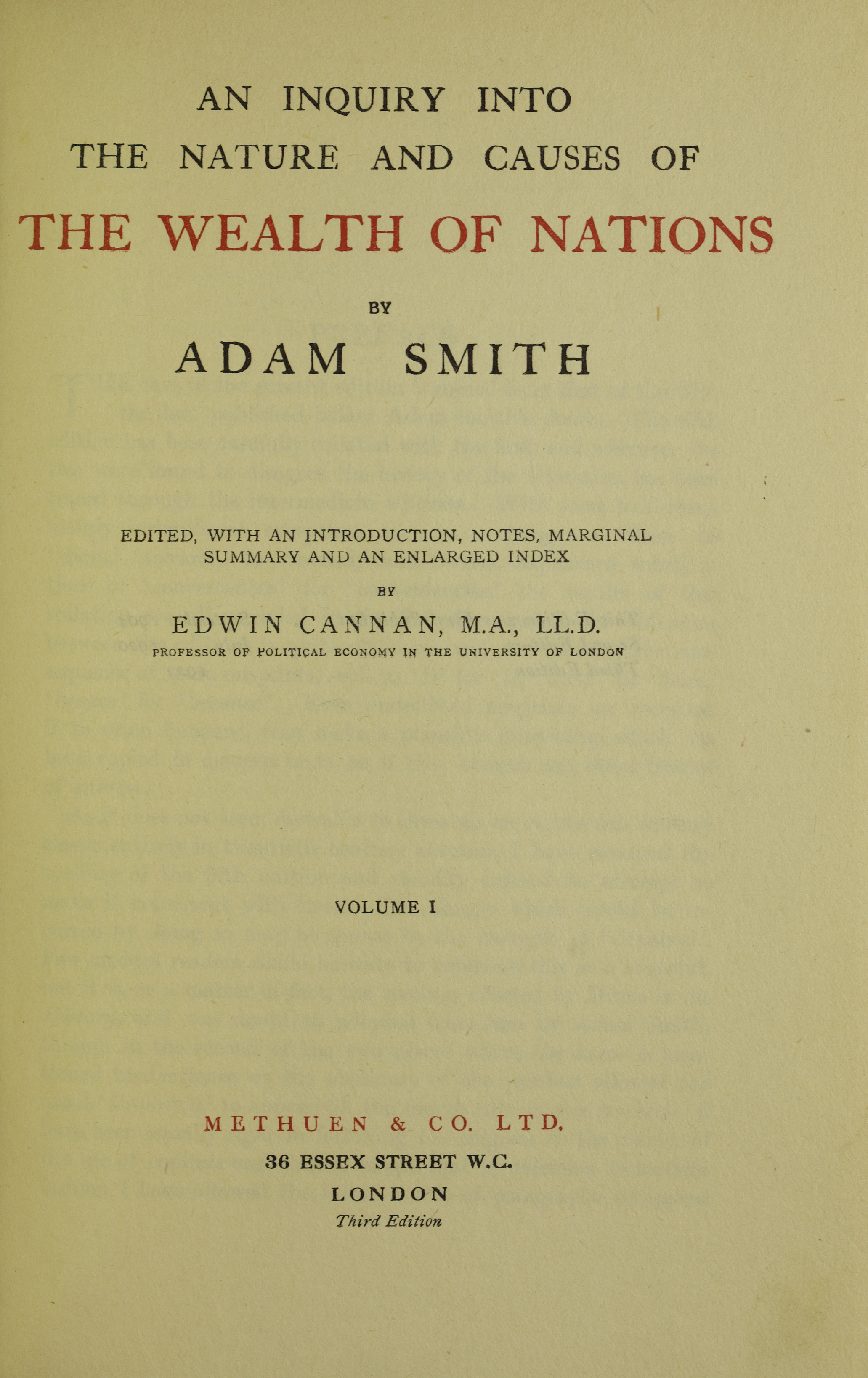
Inquiry into the nature and causes of the wealth of nations, 1922

- La teoria dei sentimenti morali, a cura di Riccardo Bonfiglioli e Domenico Felice, Milano-Udine, Mimesis, 2024.
- Abbozzo della Ricchezza delle nazioni, Editori Riuniti, Roma, 1971
- La ricchezza delle nazioni (1776), Newton Compton Editori, Roma, 1976
  -  Adam Smith, Inquiry into the nature and causes of the wealth of nations. 1, London, Methuen, 1922. URL consultato il 13 luglio 2015.
  -  Adam Smith, Inquiry into the nature and causes of the wealth of nations. 2, London, Methuen, 1922. URL consultato il 13 luglio 2015.
- Saggi filosofici anno?, Franco Angeli, Milano, 1984
  -  Adam Smith, Essays on philosophical subjects, London, Thomas Cadell, William Davies, William Creech, 1795. URL consultato il 13 luglio 2015.
- Lezioni di retorica e delle lettere, Quattro Venti Editori, Urbino, 1985
- Lezioni di Glasgow, Giuffrè, Milano, 1989
- Teoria dei sentimenti morali (1759), Rizzoli, Milano, 2001
- Primo abbozzo di parte de «La ricchezza delle nazioni» e altri materiali sulla divisione del lavoro (introduzione di Roberto Finzi), ETAS, Milano, 2002